# Chotěšov (Velhartice)
Chotěšov (německy Kotieshau) je vesnice, část obce Velhartice v okrese Klatovy v Plzeňském kraji. Leží na úpatí vrchu Teleček (886 metrů) na Šumavě v přírodním parku Kochánov. Vesnice se nachází v nadmořské výšce 690–730 metrů.

## Název
Název pochází z archaického tvaru „*chotěš“ (= chceš), druhé osoby přítomného času slovesa „chtít“ se zachovalým kmenovým „o“, jako jej nalezneme např. ve slově „ochota“.

## Historie
První písemná zmínka o vesnici pochází z roku 1412. Chotěšov byl velká zemědělská vesnice, ve které byly 4 velké dvory. V roce 1869 zde byla založena kaplička zasvěcená svatému Antonínu. V roce 1879 zde byl založen hasičský sbor, který tak patří mezi nejstarší [zdroj?] sbory dobrovolných hasičů v Plzeňském kraji. Od roku 1896 tu existovala škola, která byla v roce 1972 zrušena. Na místě bývalé školy se dnes nachází hostinec. V roce 1948 zde bylo 40 domů a žilo zde 250 obyvatel. Lidé se živili řemesly, jako jsou tesařství, hostinství, cestářství, tkadlectví, kovářství, kolářství, a další. Pod vesnicí se nacházela osada, kde se pěstoval len a u rybníka stála velká slepičárna. Roku 1969 byl vybudován vodovod a kanalizace. Chatu zde vlastnil například skokan na lyžích Jiří Raška.[zdroj?]

## Obyvatelstvo
| Rok            | 1869 | 1880 | 1890 | 1900 | 1910 | 1921 | 1930 | 1950 | 1961 | 1970 | 1980 | 1991 | 2001 | 2011 | 2021 |
| -------------- | ---- | ---- | ---- | ---- | ---- | ---- | ---- | ---- | ---- | ---- | ---- | ---- | ---- | ---- | ---- |
| Počet obyvatel | 273  | 257  | 234  | 238  | 225  | 221  | 255  | 160  | 140  | 129  | 117  | 112  | 111  | 101  | 105  |
| Počet domů     | 36   | 36   | 36   | 37   | 37   | 37   | 40   | 41   | 46   | 29   | 31   | 33   | 40   | 42   | 45   |

## Obecní správa
Při sčítání lidu v letech 1850–1976 Chotěšov byl samostatnou obcí, se kterým patřil nejprve do okresu Sušice, ale od roku 1960 v okrese Klatovy. Od 30. dubna 1976 je částí obce Velhartice v okrese Klatovy. V letech 1961–1976 k obci patřily Radvanice a Stojanovice a od 1. července 1969 do 29. dubna 1976 také Jarkovice.

## Pamětihodnosti
- Kaple svatého Antonína Paduánského

## Místa v okolí
- Hrad Velhartice
- Židovský hřbitov ve Velharticích
- Národní park Šumava
- Klenová (hrad)
- Jezero Laka
- Černé a Čertovo jezero
- Bílá Strž
- Poledník (Šumava)
- Šumava

## Vzdálenost od okolních měst
- Klatovy – 17 km
- Sušice – 15 km
- Železná Ruda – 24 km
- Plzeň – 59 km

## Galerie

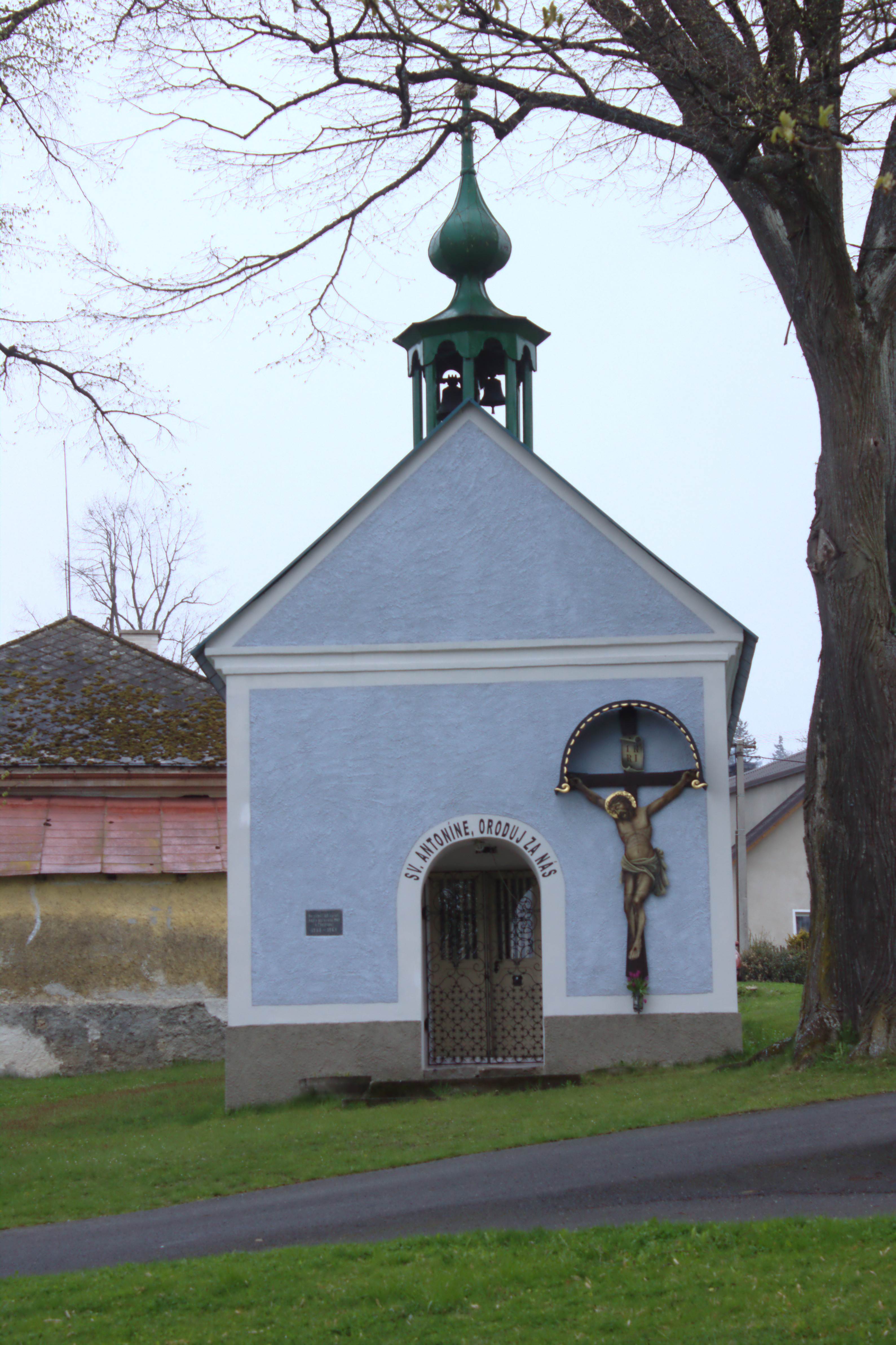
Kaple ve vsi
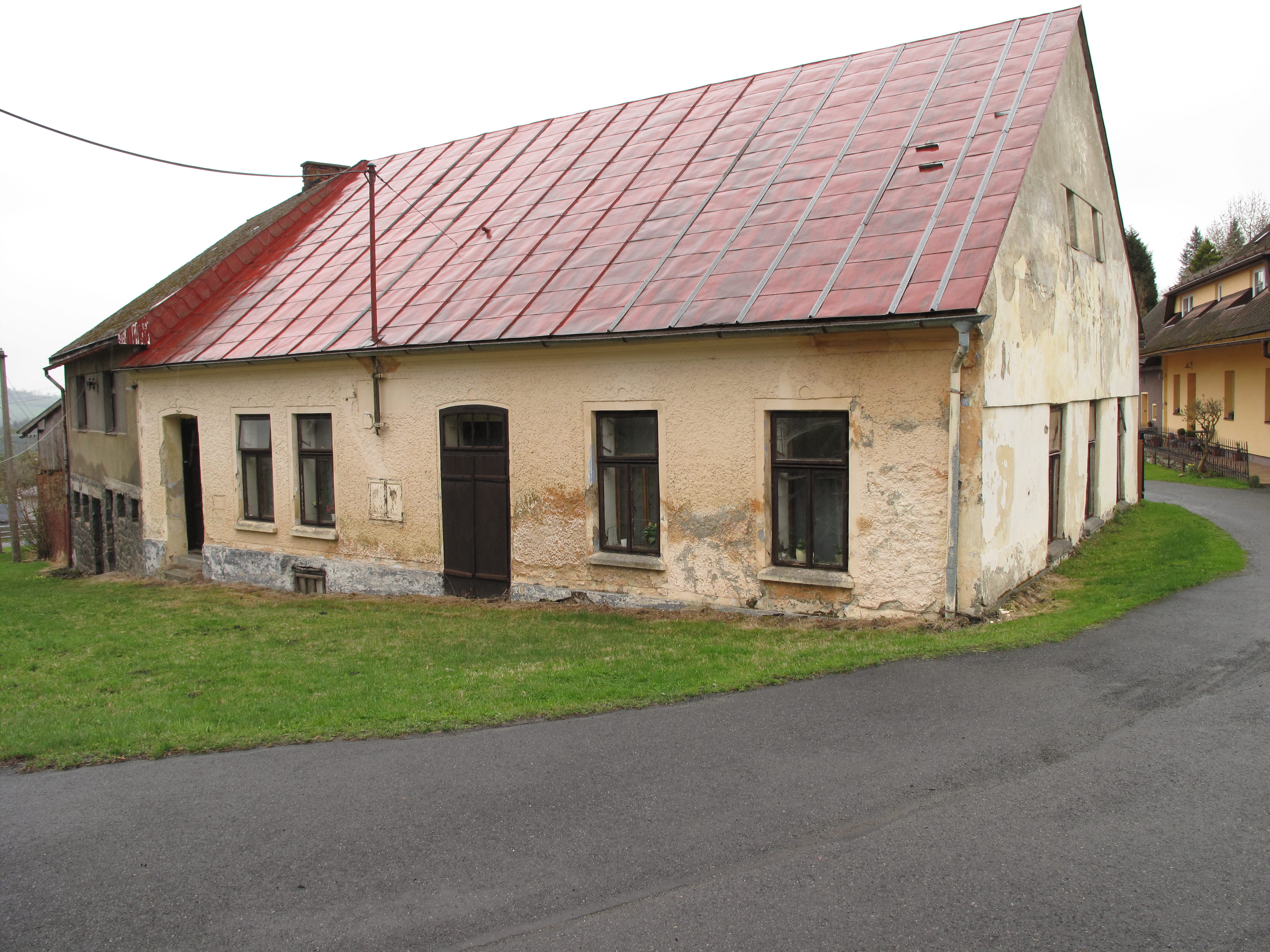
Jeden z chotěšovských domů
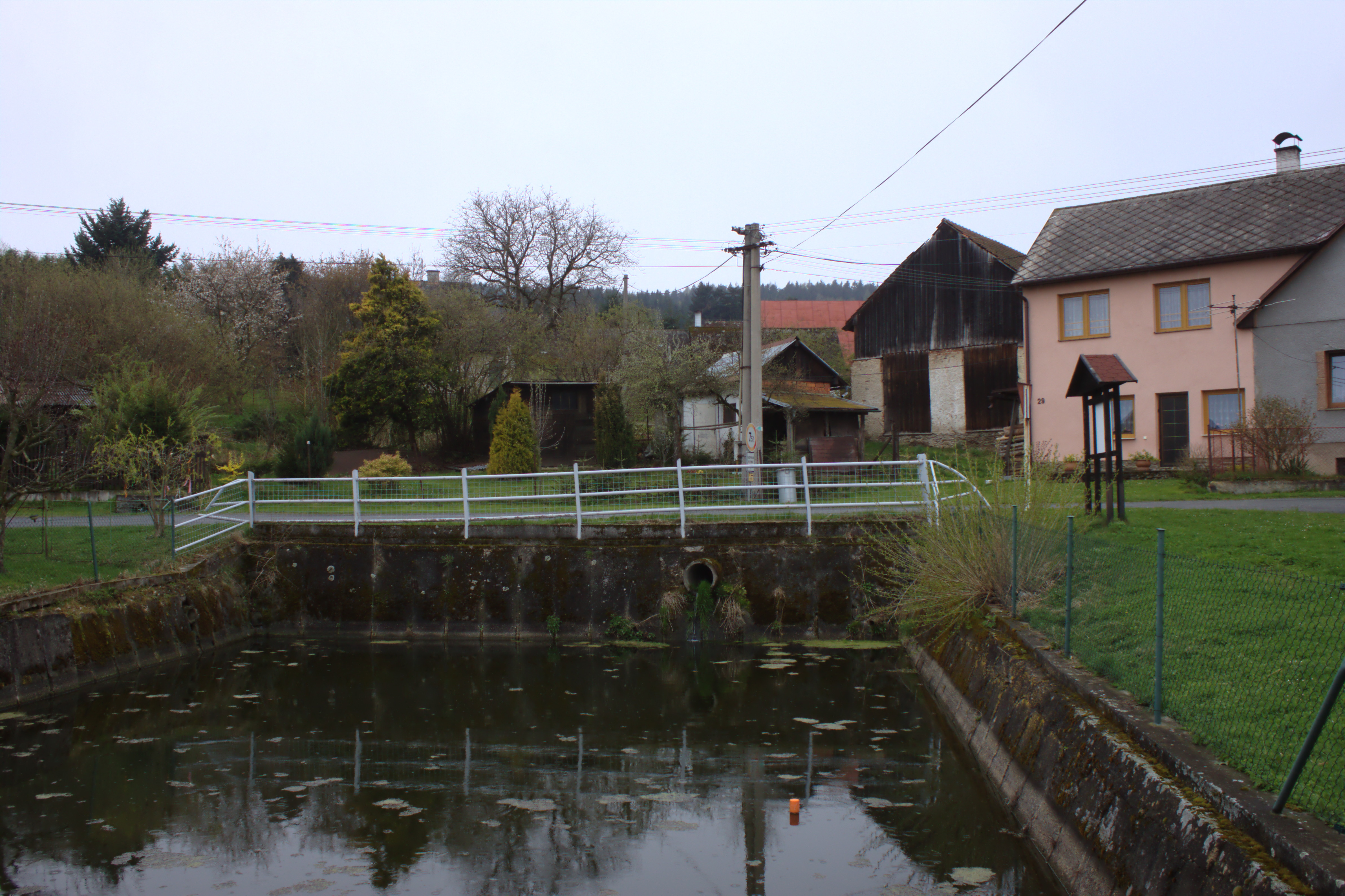
Místní nádrž